# Голобородько, Евдокия Петровна
Евдокия Петровна Голобородько (девичья фамилия Жакомина; род. 1937) — советская и украинская педагог и учёная, доктор педагогических наук (1991), профессор (1993); член-корреспондент Национальной академии педагогических наук Украины (НАПНУ, 1994), действительный член Академии педагогических и социальных наук, действительный член Международной славянской академии образования имени Я. А. Коменского, академик Украинской академии акмеологии. Заслуженный деятель науки и техники Украины (2011).
Автор более 500 публикаций по проблематике средней и высшей школы, в их числе коллективные и индивидуальные монографии, учебники, методические пособия, методические рекомендации, статьи, разработки уроков, рецензии работ, посвященных различным педагогическим проблемам.

## Биография
Родилась 14 марта 1937 года в посёлке Зеленовка Херсонской области Украинской ССР в семье Петра Васильевича Жакомина — председателя колхоза и его жены Варвары Игнатьевны.
По окончании в 1960 году Херсонского педагогического института (в настоящее время Херсонский государственный университет), работала в Херсонской средней школе-интернате № 1 (воспитатель, учитель украинского языка и литературы), затем преподавала в Бериславском педагогическом училище (1964—1967). После этого более сорока лет работала в Херсонском педагогическом институте. Докторскую диссертацию на тему «Теория и практика изучения морфологии русского языка в условиях близкородственного двуязычия» защитила в 1991 году.
В настоящее время — профессор Коммунального высшего учебного заведения «Херсонская академия непрерывного образования», занимается повышением квалификации учителей и развития их педагогического мастерства в условиях последипломного образования. Евдокия Петровна воспитала не одно поколение учителей, завучей, директоров различных образовательных учреждений, работающих на Украине, в странах СНГ и за рубежом. Под её руководством подготовлено 5 докторов и 28 кандидатов педагогических наук.
Занимаясь общественной деятельностью, Е. П. Голобородько являлась членом правления Херсонского отделения общества «Знание», руководила Херсонским отделением Малой академии наук Украины; была ректором Херсонского народного университета памятников истории и культуры.
За свой многолетний труд Евдокия Голобородько была награждена Почетными грамотами Верховной Рады Украины и Министерства образования и науки Украины, удостоена почетных знаков «Отличник народного образования Украинской ССР», «Отличник образования Узбекской ССР» и почётного звания «Заслуженный деятель науки и техники Украины» (2011), многими советскими и украинскими медалями, включая ведомственные медали. Ей посвящены художественные произведения, монографии, сборники стихов; её портреты писали известные художники Украины.
Награждена в 2017 году медалью А. С. Пушкина Международной ассоциации преподавателей русского языка и литературы.